# Сонет 126
Сонет 126 (англ. Sonnet 126) — один из 154 сонетов, написанных Уильямом Шекспиром и впервые опубликованных в 1609 году. Дата написания неизвестна, существуют разные гипотезы на этот счёт. Результаты компьютерного анализа говорят о том, что сонеты со 104-го по 126-й могли быть созданы приблизительно в 1600 году, но не все исследователи с этим согласны. Возможно, Шекспир редактировал все сонеты до момента их публикации.
Предположительно первое издание не было авторизованным. Тем не менее начиная с 1711 года сонеты публикуются в той же последовательности, и учёные на основе изначальной нумерации раскрывают историю любовного треугольника, которая служит подтекстом для всего цикла.
126-й сонет закрывает цикл стихотворений, посвящённых другу: в них Шекспир обращается к не названному по имени молодому мужчине. Личность последнего остаётся загадкой, но в большинстве гипотез фигурируют Генри Ризли, 3-й граф Саутгемптон, и Уильям Герберт, 3-й граф Пембрук. В отличие от всех остальных сонетов Шекспира и вопреки законам жанра 126-й состоит не из 14 строк, а из 12, причём делится на двустишия. Существует мнение, что в 13-й и 14-й строках раскрывалось имя адресата, и поэтому они были выброшены из набора, а впоследствии утрачены. По другой гипотезе, Шекспир специально создал укороченный сонет, так как он пишет о смерти друга.
Как почти все сонеты Шекспира (кроме 145-го), 126-й сонет написан пятистопным ямбом.